# Globo d'oro alla miglior attrice

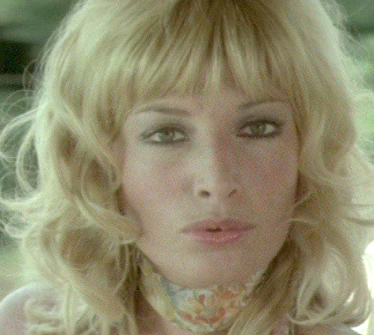
Monica Vitti, vincitrice del premio per otto volte.

Il Globo d'oro alla miglior attrice è un premio assegnato ogni anno alla miglior attrice italiana dal 1966.

## Albo d'oro

### Anni 1960
- 1967: Lisa Gastoni - Svegliati e uccidi
- 1968: Monica Vitti - Ti ho sposato per allegria
- 1969: Monica Vitti - La ragazza con la pistola

### Anni 1970
- 1970: Monica Vitti - Dramma della gelosia - Tutti i particolari in cronaca
- 1971: Monica Vitti - La supertestimone
- 1973: Anna Magnani - Correva l'anno di grazia 1870
- 1974: Monica Vitti - La Tosca
- 1975: Laura Antonelli - Mio Dio, come sono caduta in basso!
- 1976: Mariangela Melato - Attenti al buffone e Todo modo
- 1978: Sophia Loren - Una giornata particolare

### Anni 1980
- 1981: Monica Vitti - Camera d'albergo
- 1982: Ornella Muti - Nessuno è perfetto
- 1983: Giuliana De Sio - Io, Chiara e lo Scuro, Sciopèn e Scusate il ritardo
- 1984: Monica Vitti - Flirt
- 1985: Claudia Cardinale - Claretta
- 1986: Giulietta Masina - Ginger e Fred
- 1987: Stefania Sandrelli - La famiglia, D'Annunzio e La sposa americana
- 1988: Ornella Muti - Io e mia sorella e Stregati
- 1989: Asia Argento - Zoo

### Anni 1990
- 1990
  - Monica Vitti - Scandalo segreto
  - Anna Bonaiuto - Donna d'ombra
  - Nastassja Kinski - Il segreto
- 1991
  - Claudia Cardinale - Atto di dolore
  - Carla Benedetti - Matilda
  - Nadia Rinaldi - Faccione
- 1992
  - Margherita Buy - Maledetto il giorno che t'ho incontrato
  - Giuliana De Sio - Cattiva
  - Antonella Taccarelli - Notte di stelle
- 1993
  - Carla Gravina - Il lungo silenzio
  - Valeria Cavalli - Mario, Maria e Mario
  - Iaia Forte - Libera
- 1994
  - Anna Galiena - Senza pelle
  - Penélope Cruz - Per amore, solo per amore
  - Kim Engelbrecht - Sarahsarà
- 1995
  - Anna Bonaiuto - L'amore molesto
  - Cecilia Genovesi - Cuore cattivo
  - Isabella Ferrari - Cronaca di un amore violato
- 1996
  - Virna Lisi - Va' dove ti porta il cuore
  - Asia Argento - Compagna di viaggio
  - Iaia Forte - I buchi neri
- 1997
  - Iaia Forte - Luna e l'altra
  - Francesca Neri - Le mani forti
  - Francesca D'Aloja - Il bagno turco
- 1998: Monica Bellucci - L'ultimo capodanno
- 1999: Laura Morante - L'anniversario

### Anni 2000
| Anno                 | Attrice                                  | Pellicola |
| -------------------- | ---------------------------------------- | --------- |
| 2000                 |                                          |           |
| Lucia Bosè           | Harem Suaré                              |           |
| Antonella Costa      | Garage Olimpo                            |           |
| Licia Maglietta      | Pane e tulipani                          |           |
| Mariangela Melato    | Un uomo perbene                          |           |
| 2001                 |                                          |           |
| Margherita Buy       | Le fate ignoranti                        |           |
| Chiara Mastroianni   | Le parole di mio padre                   |           |
| Giovanna Mezzogiorno | L'ultimo bacio                           |           |
| Laura Morante        | La stanza del figlio                     |           |
| 2002                 |                                          |           |
| Licia Maglietta      | Luna rossa                               |           |
| Sandra Ceccarelli    | Luce dei miei occhi                      |           |
| Valeria Golino       | L'inverno                                |           |
| 2003                 |                                          |           |
| Giovanna Mezzogiorno | La finestra di fronte                    |           |
| Marisa Fabbri        | Gli astronomi                            |           |
| Stefania Rocca       | Casomai                                  |           |
| 2004                 |                                          |           |
| Maya Sansa           | Buongiorno, notte                        |           |
| Sonia Bergamasco     | La meglio gioventù                       |           |
| Valeria Golino       | Prendimi e portami via                   |           |
| 2005                 |                                          |           |
| Barbora Bobuľová     | Cuore sacro                              |           |
| Michela Cescon       | Quando sei nato non puoi più nasconderti |           |
| Olivia Magnani       | Le conseguenze dell'amore                |           |
| 2006                 |                                          |           |
| Valeria Golino       | La guerra di Mario                       |           |
| Barbora Bobuľová     | Anche libero va bene                     |           |
| Margherita Buy       | I giorni dell'abbandono                  |           |
| 2007                 |                                          |           |
| Margherita Buy       | Saturno contro                           |           |
| Angela Finocchiaro   | Mio fratello è figlio unico              |           |
| Violante Placido     | La cena per farli conoscere              |           |
| 2008                 |                                          |           |
| Sabrina Ferilli      | Tutta la vita davanti                    |           |
| Antonia Liskova      | Riparo                                   |           |
| Kasia Smutniak       | Nelle tue mani                           |           |
| 2009                 |                                          |           |
| Giovanna Mezzogiorno | Vincere                                  |           |
| Micaela Ramazzotti   | Questione di cuore                       |           |
| Alba Rohrwacher      | Il papà di Giovanna                      |           |

### Anni 2010
| Anno                      | Attrice                            | Pellicola |
| ------------------------- | ---------------------------------- | --------- |
| 2010                      |                                    |           |
| Stefania Sandrelli        | La prima cosa bella                |           |
| Giovanna Mezzogiorno      | La prima linea                     |           |
| Alba Rohrwacher           | Cosa voglio di più                 |           |
| 2011                      |                                    |           |
| Piera Degli Esposti       | I bambini della sua vita           |           |
| Paola Cortellesi          | Nessuno mi può giudicare           |           |
| Alba Rohrwacher           | La solitudine dei numeri primi     |           |
| 2012                      |                                    |           |
| Asia Argento              | Isole                              |           |
| Carolina Crescentini      | L'industriale                      |           |
| Valeria Golino            | La kryptonite nella borsa          |           |
| 2013                      |                                    |           |
| Jasmine Trinca            | Miele                              |           |
| Margherita Buy            | La scoperta dell'alba              |           |
| Laura Chiatti             | Il volto di un'altra               |           |
| Claudia Gerini            | Amiche da morire                   |           |
| Thony                     | Tutti i santi giorni               |           |
| 2014                      |                                    |           |
| Sara Serraiocco           | Salvo                              |           |
| Celeste Casciaro          | In grazia di Dio                   |           |
| Elena Cotta               | Via Castellana Bandiera            |           |
| Miriam Karlkvist          | Il sud è niente                    |           |
| Micaela Ramazzotti        | Anni felici                        |           |
| 2015                      |                                    |           |
| Alba Rohrwacher           | Hungry Hearts                      |           |
| Margherita Buy            | Mia madre                          |           |
| Virna Lisi (postuma)      | Latin Lover                        |           |
| Micaela Ramazzotti        | Il nome del figlio                 |           |
| Sara Serraiocco           | Cloro                              |           |
| 2016                      |                                    |           |
| Ondina Quadri             | Arianna                            |           |
| Laura Morante             | Assolo                             |           |
| Ilenia Pastorelli         | Lo chiamavano Jeeg Robot           |           |
| Veronica Pivetti          | Né Giulietta né Romeo              |           |
| Greta Scarano             | Suburra                            |           |
| 2017                      |                                    |           |
| Isabella Ragonese         | Il padre d'Italia                  |           |
| Valeria Ciangottini       | Cronaca di una passione            |           |
| Angela e Marianna Fontana | Indivisibili                       |           |
| Micaela Ramazzotti        | La tenerezza                       |           |
| Sara Serraiocco           | La ragazza del mondo               |           |
| 2018                      |                                    |           |
| Paola Cortellesi          | Come un gatto in tangenziale       |           |
| Lucia Mascino             | Amori che non sanno stare al mondo |           |
| Alba Rohrwacher           | Figlia mia                         |           |
| Valeria Golino            | Il colore nascosto delle cose      |           |
| Cristiana Capotondi       | Nome di donna                      |           |
| 2019                      |                                    |           |
| Jasmine Trinca            | Croce e delizia                    |           |
| Francesca Niedda          | Ovunque proteggimi                 |           |
| Anna Foglietta            | Un giorno all'improvviso           |           |

### Anni 2020
- 2020
  - Valeria Bruni Tedeschi - Aspromonte - La terra degli ultimi
  - Marta Castiglia - Picciridda - Con i piedi nella sabbia
  - Paola Lavini - Volevo nascondermi
- 2021
  - Simona Malato e Donatella Finocchiaro - Le sorelle Macaluso
  - Alba Rohrwacher - Lacci
  - Valeria Bruni Tedeschi - Gli indifferenti
- 2022
  - Lina Siciliano - Una femmina
  - Anna Ferraioli - I fratelli De Filippo
  - Vanessa Scalera - L'Arminuta
- 2023
  - Pilar Fogliati - Romantiche
  - Elodie - Ti mangio il cuore
  - Angela Finocchiaro - Educazione fisica
- 2024
  - Micaela Ramazzotti - Felicità
  - Rebecca Antonacci - Finalmente l'alba
  - Federica Rosellini - Confidenza